# Firenzei főegyházmegye
A Firenzei főegyházmegye (latinul: Archidioecesis Florentina, olaszul: Arcidiocesi di Firenze) a római katolikus egyház egyik olaszországi főegyházmegyéje, Firenze székhellyel.
Jelenlegi érseke Giuseppe Betori bíboros.

## Története
Az egyházmegye története az 1. századig nyúlik vissza, valószínűleg már ekkor alapítottak püspökséget itt. Első ma is ismert püspöke Félix, 313 körül uralkodott. Szent Zenobius 398 és 429 volt püspök, ma ő a város és az egyházmegye egyik védőszentje. A 11. században Gerhardus püspök (a későbbi II. Miklós pápa) ideje alatt egyházi reformok indultak el Firenzében, majd a VII. Gergely pápa vezette reformoknak is egyik központja lett. A 14. századra a katharok tanai terjedtek el, és a város közel harmada az eretneknek bélyegzett tanítást követte. 1364-ben IV. Károly német-római császár birodalmi hercegi címet adományozott a püspöknek. 1420. május 2-án V. Márton pápa érseki rangra emelte az egyházmegyét. 1889 óta Firenze „bíborosi széknek” is tekinthető, mivel minden érsek egyúttal a bíborosi méltóságot is elnyerte. Az egyházmegye jelenlegi főpásztora 2008 óta Giuseppe Betori bíboros.

## Az egyházmegye püspökei

### Firenze püspökei
- Félix (313 körül)
- Szent Zenobius (398–429)
- Szent Maurizius (550)
- Reparato (680 körül)
- Specioso (723 körül)
- Tamás (743 körül)
- Agriprand (833 körül)
- Radingo (852 körül)
- Szent András (869, 873, 876, 893)
- Grasulfo (896–930)
- Raimbald (941–964)[1]
- Sichelmus (966–972)
- Szent Podius (987–1002)
- Guido (1004–1007)
- Ildebrando (1008–1025)
- Lambert (1025–1032)
- I. Atto (1036–1038)
- Gerhard von Burgund (1045–1061), 1058-tól pápa II. Miklós néven.
- Pietro Mezzabarba (1065–1068)
- Ranierius (1071–1113)
- Gottifredo Degli Albeti (1114–1142)
- II. Atto (1146–1154)
- Ambrus (1156–1158)
- János (1158–1181)
- Bernát (1182–1188)
- Péter (1188–1205)
- Giovanni da Velletri (1205–1230)
- Ardingo Foraboschi (1230–1249)
- Filippo Fontana (1250)
- Giovanni de Mangiadori (1251–1274)
- Iacopo da Castelbuono, O.P. (1286)
- Andrea de Mozzi (1287–1295)
- Francesco Monaldeschi (1295–1301)
- Lottieri della Tosa (1301–1309)
- Antonio D'Orso (1309–1321)
- Francesco Silvestri (1323–1341)
- Angelo Acciaiuoli, O.P. (1342–1355)
- Francesco degli Atti (1355–1356)
- Filippo dell'Antella (1356–1361)
- Pietro Corsini, bíboros (1361–1369)
- Angelo Ricasoli (1370–1382)
- Angelo Acciaiuoli, bíboros (1383–1385)
- Bartolomeo Oleario (Uliari), O.F.M. (1385–1389)
- Onofrio Visdomini, O.S.A. (1389–1400)
- Alamanno Adimari (1400–1401)
- Iacopo Paladini (1401–1410)
- Francesco Zabarella, bíboros (1410–1411)

### Fireneze érsekei
- Amerigo Corsini (1411–1434), 1420-tól érsek
- Giovanni Vitelleschi (1435–1437)
- Ludovico Scarampi, bíboros (1437–1439)
- Bartolomeo Zabarella (1440–1445)
- Szent Antonino Pierozzi, O.P. (1445–1459)
- Orlando Bonarli (1459–1461)
- Giovanni Neroni (1461–1473)
- Pietro Riario, bíboros (1473–1474)
- Rinaldo Orsini (1474–1508)
- Cosimo Pazzi (1508–1513)
- Giulio de' Medici, bíboros (1513–1523), a későbbi VII. Kelemen pápa.
- Niccolò Ridolfi (először) (1524–1532)
- Andrea Buondelmonti (1532–1542)
- Niccolò Ridolfi (másodszor) (1543–1548)
- Antonio Altoviti (1548–1573)
- Alessandro Ottaviano de' Medici (1574–1605), a későbbi XI. Leó pápa.
- Alessandro Marzi Medici (1605–1630)
- Cosimo Bardi (1630–1631)
- Pietro Niccolini (1631–1651)
- Francesco  Nerli (Id.) (1652–1670)
- Francesco  Nerli (Ifj.), bíboros (1670–1683)
- Giacomo Antonio Morigia, B., bíboros (1683–1700)
- Leone Strozzi O.S.B.Vall. (1700–1703)
- Tommaso della Gherardesca (1703–1721)
- Giuseppe Maria Martelli (1722–1741)
- Francesco Gaetano Incontri (1741–1781)
- Antonio Martini (1781–1809)
- Antonio Eustachio Osmond (1809-1815)[2]
- Pietro Francesco Morali (1815–1826)
- Ferdinando Minucci (1828–1856)
- Giovacchino Limberti (1857–1874)
- Eugenio Cecconi (1874–1888)
- Agostino Bausa, O.P., bíboros (1889–1899)
- Alfonso Mistrangelo, Sch.P., bíboros (1899–1930)
- Tiszteletre méltó Elia Dalla Costa bíboros (1931–1961)
- Ermenegildo Florit bíboros (1962–1977)
- Giovanni Benelli bíboros (1977–1982)
- Silvano Piovanelli bíboros (1983–2001)
- Ennio Antonelli bíboros (2001–2008)
- Giuseppe Betori bíboros (2008 -2024. április 18.) (visszavonult)
- Gherardo Gambelli (2024. június 24. - )

## A Firenzei egyháztartomány
A Firenzei egyháztartomány Olaszország egyik egyháztartománya. Metropolitája a firenzei érsek. 1420-ban, Firenze érseki rangra emelésével jött létre. Először mindössze két szuffragáneus egyházmegye, Fiesole és Pistoia tartozott ide, majd a századok folyamán ez egyre gyarapodott. Firenze mellett ma öt egyházmegye alkotja.
Firenze egyben a Toszkánai egyházi régió központja is, ennek elnöke a firenzei érsek. Ide tartozik még a Pisai és a Siena-Colle di Val d'Elsa-Montalcinói egyháztartomány, valamint az exempt Luccai főegyházmegye és Monte Oliveto Maggiorei területi apátság.

### A Firenzei egyháztartomány egyházmegyéi
| Egyházmegye                             | Alapítás                                                  | Terület, hívők              | Püspök             | Székesegyház | Kép |
| --------------------------------------- | --------------------------------------------------------- | --------------------------- | ------------------ | --- | --- |
| Firenzei főegyházmegye                  | 1. század                                                 | 2205 km² 824 000 fő (98,8%) | Giuseppe Betori    | Liliomos Szűz Mária-főszékesegyház, Firenze |     |
| Arezzo-Cortona-Sansepolcrói egyházmegye | 3. század (Mint Arezzói egyházmegye)                      | 3425 km² 290 000 fő (95,1%) | Riccardo Fontana   | Szent Donát- és Szent Péter-székesegyház, Arezzo; Nagyboldogasszony-társszékesegyház, Cortona; Szent János evangélista-társszékesegyház, Sansepolcro |     |
| Fiesolei egyházmegye                    | 1. század                                                 | 1300 km² 138 900 fő (98,6%) | Mario Meini        | Szent Romulus-székesegyház, Fiesole |     |
| Pistoiai egyházmegye                    | 3. század                                                 | 821 km² 215 000 fő (98,8%)  | Fausto Tardelli    | Szent Zénó-székesegyház, Pistoia |     |
| Pratói egyházmegye                      | 1653. szeptember 22. (Mint Pistoia és Pratói egyházmegye) | 287 km² 192 600 fő (89,7%)  | Franco Agostinelli | Szent István-székesegyház, Prato |     |
| San Miniató-i egyházmegye               | 1622. december 5.                                         | 691 km² 158 000 fő (92,9%)  | Andrea Migliavacca | Nagyboldogasszony- és Szent Genesius-székesegyház, San Miniato                                                                                       |     |

## Szomszédos egyházmegyék
- Volterrai egyházmegye (délnyugat)
- San Miniató-i egyházmegye (nyugat)
- Pistoiai egyházmegye (északnyugat)
- Pratói egyházmegye (északnyugat)
- Bolognai főegyházmegye (észak)
- Imolai egyházmegye (északkelet)
- Faenza-Modiglianai egyházmegye (északkelet)
- Fiesolei egyházmegye (kelet)
- Siena-Colle di Val d’Elsa-Montalcinói főegyházmegye (dél)